# Finn Ronne

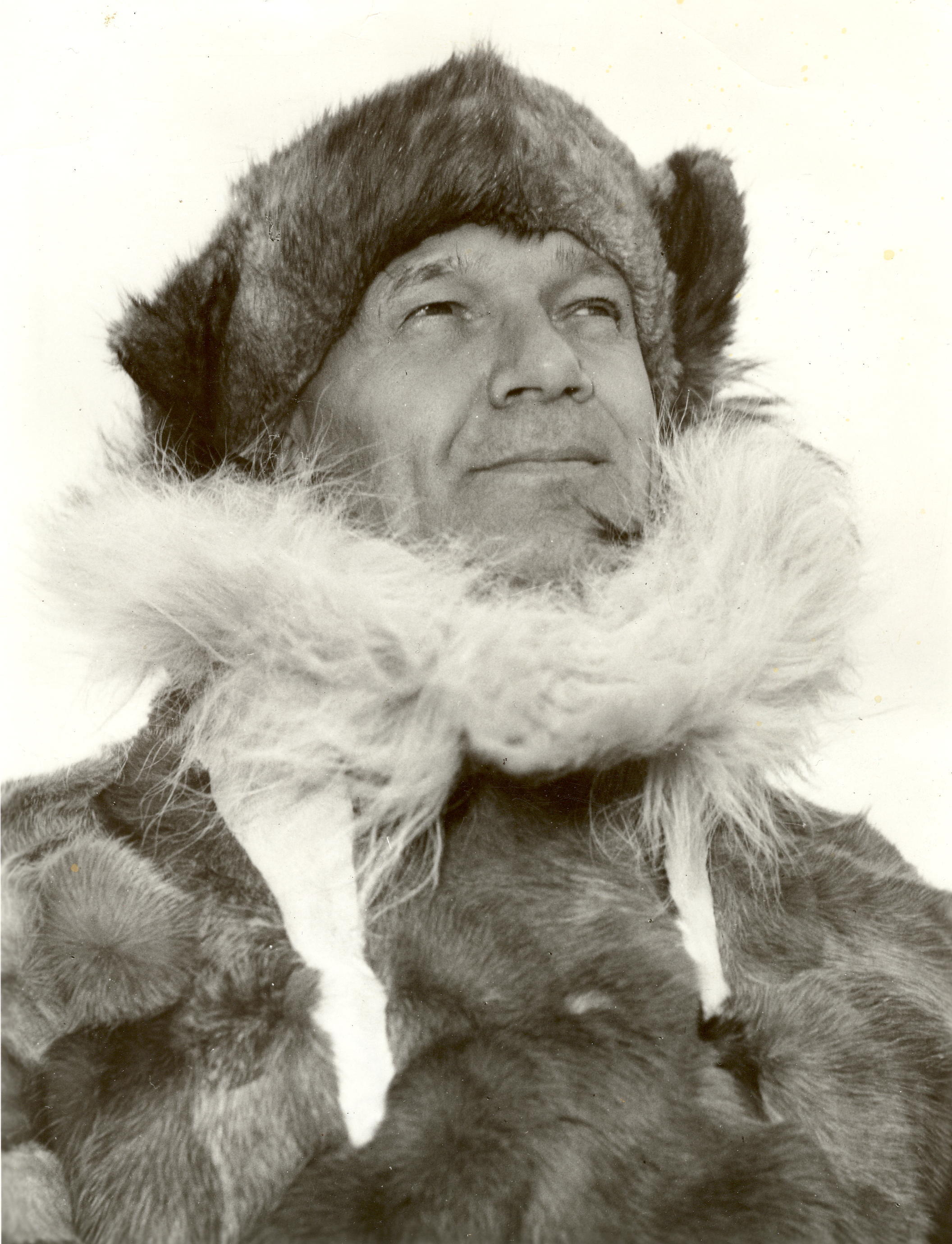
Finn Ronne

Finn Ronne, oorspronkelijk in het Noors Finn Rønne, (Horten, 20 december 1899 – Bethesda (Maryland), 12 januari 1980) was een Amerikaanse verkenner van Antarctica.
Ronne werd geboren in Horten, in Noorwegen. Zijn vader, Martin Rønne, was een poolverkenner en maakte deel uit van Roald Amundsens succesvolle expeditie naar de Zuidpool.
In 1923 emigreerde Ronne naar de Verenigde Staten en werd in 1929 Amerikaans staatsburger. Hij nam deel aan twee expedities naar de Zuidpool, geleid door Richard E. Byrd, en in 1939 hielp hij hem om 1600 kilometer nieuwe kustlijn te ontdekken.
Na verschillende jaren gediend te hebben in de Amerikaanse marine, keerde Ronne in 1940 terug naar Antarctica met hulp van het Amerikaanse Geografische Genootschap. De expeditie van 1946 tot 1948 bracht de Weddellzee in kaart. Zijn vrouw, Edith Ronne, vergezelde hem op deze expeditie.
In de jaren 1950 organiseerde de marine Operatie Deepfreeze om Antarctica volledig in kaart te brengen om later posten voor wetenschappelijk onderzoek op te richten. Ronne werd de wetenschappelijke en militaire leider voor een Amerikaanse Weddelzeebasis. Hij ontdekte onder andere het Berknereiland. 
Finn Ronne stierf in 1980. Tijdens zijn leven schreef hij verscheidene boeken over Antarctica en vele wetenschappelijke essays over het Antarctisch onderzoek. Hij kreeg verschillende medailles en militaire onderscheidingen voor geografisch onderzoek en de voortzetting van de wetenschap.